# 존 새비지
존 새비지(John Savage, 1949년 8월 25일 ~ )는 미국의 배우이다.

## 출연 작품
- 디어 헌터
- 병 속에 든 편지
- 화이트 스콜
- 쓰리 세컨즈 - 행크 아이바 역
- 임푸라투스
- 메가 샤크 어택
- 더 라스트 풀 메저
- 악인들의 도시
- 팔로우드 - 월러스 역